# 加里·希尔
加里·W·希尔（英語：Gary W. Hill，1941年10月7日—2009年1月17日），美国NBA联盟前职业篮球运动员。他在1963年的NBA选秀中第2轮第11顺位被旧金山勇士选中。